# Mohammad Reza Shafiei-Kadkani
Pour les articles homonymes, voir Shafiei.
Mohammad Reza Shafiei-Kadkani (persan : محمدرضا شفیعی کدکنی), né le 12 octobre 1939 à Nichapur au Khorasan-e-razavi, est un des poètes et sémiologue iraniens du XXe siècle. Il est notamment connu pour son œuvre Musicalité de la poésie. Il a édité les travaux des poètes classiques persans les plus importants, notamment Bidel Dehlavi.